# Kouakou Koffi
Hervé Kouakou Koffi (ur. 16 października 1996 w Bobo-Dioulasso) – burkiński piłkarz, występujący na pozycji bramkarza we francuskim klubie RC Lens oraz w reprezentacji Burkiny Faso. Brązowy medalista Pucharu Narodów Afryki 2017. Uczestnik Pucharu Narodów Afryki 2021 i 2023. Posiada także obywatelstwo Wybrzeża Kości Słoniowej.

## Kariera klubowa
Kouakou Koffi karierę rozpoczął w klubach z rodzinnego Bobo-Dioulasso. W sezonie 2013/2014 grał w Rahimo FC. W sezonie 2014-2015 w barwach Racingu Bobo-Dioulasso został mistrzem Burkiny Faso i najlepszym bramkarzem tamtejszej ekstraklasy. Zaraz po tym sukcesie trafił do ASEC Mimosas, gdzie został graczem podstawowego składu.
21 czerwca 2017 roku podpisał 5–letni kontrakt z pierwszoligowym Lille OSC. W sezonie 2019/2020 był z niego wypożyczony do B-SAD, a w sezonie 2020/2021 do Royalu Excel Mouscron. W 2021 przeszedł do Royalu Charleroi.
| Sezon   | Klub                 | Kraj       | Rozgrywki       | Mecze | Bramki | Rozgrywki Europy | Mecze | Bramki |
| ------- | -------------------- | ---------- | --------------- | ----- | ------ | ---------------- | ----- | ------ |
| 2017/18 | Lille OSC            | Francja    | Ligue 1         | 4     | 0      | -                | -     | -      |
| 2018/19 | Lille OSC            | Francja    | Ligue 1         | 0     | 0      | -                | -     | -      |
| 2019/20 | B-SAD                | Portugalia | Primeira Liga   | 20    | 0      | -                | -     | -      |
| 2020/21 | Royal Excel Mouscron | Belgia     | Eerste klasse A | 34    | 0      | -                | -     | -      |

Stan na: koniec sezonu 2020/2021

## Kariera reprezentacyjna
Z młodzieżową reprezentacją Burkina Faso Kouakou Koffi zdobył srebrny medal igrzysk afrykańskich 2015. W pierwszej reprezentacji Burkiny Faso zadebiutował 26 marca 2016 w wygranym 1:0 meczu z Ugandą. Kouakou Koffi został powołany na Puchar Narodów Afryki 2017. Wystąpił w całym zremisowanym 1:1 pierwszym meczu fazy grupowej z Kamerunem. Zagrał także w pozostałych meczach Burkińczyków w turnieju. W półfinale Ogiery zremisowały z Egiptem, ale odpadły po serii rzutów karnych. Jedną z „jedenastek” zmarnował Koffi, którego strzał obronił Essam El-Hadary. Ostatecznie Burkina Faso zajęła trzecie miejsce.

## Życie prywatne
Jest synem Hyacinthe Koffiego, byłego reprezentanta Burkiny Faso.